# مندي (معبد)
المندي هو معبد الصابئة فيه يضعون كتبهم المقدسة، ويكون فيه تعميد رجال الدين، يُبنى المندي على الشاطئ الأيمن من الأنهار الجارية، وله باب واحد من الجنوب حيث يستقبل الداخل إليه نجم القطب الشمالي، يجب أن تتصل بالمندي قناة مائية متفرعة من النهر، ولا يجوز للنساء دخوله، ولا بدّ من وجود علم يحيى فوقه في ساعات العمل، المندي تعني المعرفة.